# Hòa Đông, Krông Pắc
Hòa Đông là một xã thuộc huyện Krông Pắc, tỉnh Đắk Lắk, Việt Nam.
Xã Hòa Đông có diện tích 49,06 km², dân số năm 1999 là 11209 người, mật độ dân số đạt 228 người/km².
gồm 19 thôn buôn